# Julia Kedhammar
Julia Kedhammar (Skogås, 7 april 2000) is een Zweedse zangeres. Met het nummer Du är inte ensam vertegenwoordigde ze Zweden op het Junior Eurovisiesongfestival 2014.

## Biografie
Kedhammar werd ontdekt door platenmaatschappij Sony nadat ze muziek plaatste op YouTube. Ze mocht onder dit label een eigen album opnemen dat in 2010 werd uitgebracht. Daarnaast toerde ze door de Verenigde Staten en nam aldaar deel aan meerdere talentenjachten.
In 2014 won Kedhammar Lilla Melodifestivalen, de jeugdversie van Melodifestivalen 2014, dat werd uitgezonden vanuit Gröna lund in Stockholm. Het was haar derde deelname aan de show. Dankzij deze overwinning mocht ze haar vaderland vertegenwoordigen op het Junior Eurovisiesongfestival 2014 in Malta. Daar eindigde ze op de dertiende plaats.
Naast zingen speelt Kedhammar drums en bas.
In 2019 sprak ze de stem in van het personage Marla Brenner voor de Zweedstalige versie van Playmobil: The Movie.
- MusicBrainz: 17338631-cdd7-4263-a46b-ccc3d0398cea

2003: The Honeypies ·
2004: Limelights ·
2005: M+ ·
2006: Molly Sandén ·
2007: Frida Sandén ·
2009: Mimmi Sandén ·
2010: Josefine Ridell ·
2011: Erik Rapp ·
2012: Lova Sönnerbo ·
2013: Elias ·
2014: Julia Kedhammar